# 2013 VO71
2013 VO71 est un objet transneptunien faisant partie des cubewanos.

## Caractéristiques
Le diamètre de 2013 VO71 est estimé a environ 230 kilomètres.